# کارینا ویزه
کارینا ویزه (به آلمانی: Carina Wiese) زاده ۲۶ فوریه ۱۹۷۰ در درسدن یک هنرپیشه اهل آلمان است.

## فعالیت حرفه ای

### آغاز
او آموختن بازیگری را از شهر لایپزیگ آغاز کرده‌است.

### تئاتر
ویزه از سال ۱۹۹۱ تا ۱۹۹۳ عضو گروه تئاتر معتبر "شوا اِشپیل‌هاوس لایپزیگ" (به آلمانی: Schauspielhaus Leipzig) بوده و در شهرهای برلین و درسدن نیز ایفای نقش کرده‌است.

### سینما
او به غیر از گویندگی در رادیو در فیلم‌هایی از جمله هر کس دیگر، سه، کتاب‌دزد بازی کرده‌است.

### تلویزیون
شناخته شده‌ترین مجموعه تلویزیونی وی هشدار برای کبرا ۱۱ است که در آن نقش "آندرِآ شِفِر" را بازی می‌کرد.

### ویژگی‌ها
او کمتر به عنوان نقش اول بازی می‌کند.
وی خود را به عنوان آموزگار بازیگری می‌شناسد.

## دیگر مهارت‌ها
گفته می‌شود که او توانایی زیادی در رانندگی، شمشیربازی و تسلط بالایی برای صحبت به زبان‌های روسی و انگلیسی دارد.

## زندگی شخصی
کارینا ویزه دارای یک پسر به نام ساموئل زاده ۱۹۹۲ است.